# Xã Buchanan, Quận Douglas, Missouri
Xã Buchanan (tiếng Anh: Buchanan Township) là một xã thuộc quận Douglas, tiểu bang Missouri, Hoa Kỳ. Năm 2010, dân số của xã này là 317 người.